# Gladiador: la lucha por la libertad
Gladiador: la lucha por la libertad es un libro escrito por el historiador inglés Simon Scarrow (Nigeria, 1962). Publicado por Edhasa en 2011.
Narra la historia de Marco, hijo del centurión romano Tito, que se ve arrancado de su pacífica vida en el campo debido a unas deudas que contrae su padre. El prestamista decide usar al chico y a su madre como esclavos, pero Marco logrará escapar y será recogido por un entrenador de gladiadores. 
Tras varios años como profesor de Historia, el autor encontró éxito como escritor de novela histórica gracias a dos sagas: Águila y Revolución. Con Gladiador: la lucha por la libertad, Scarrow nos ofrece una novela apta para el público juvenil en la que conjuga sus conocimientos históricos con la capacidad de crear una trama que atrapa al lector desde el primer momento. El personaje principal está bien caracterizado, logrando penetrar en la psicología del niño. La descripción de los lugares y elementos culturales está plagada de detalles que ayudan a trazar una imagen bastante veraz de la época, sin resultar pesada.
Tras el éxito de esta novela, Scarrow decide convertirla en saga, dándole continuidad con otros dos títulos: Gladiador: Lucha en las calles (2013) y Gladiator: Son of Spartacus (aún no traducida al castellano).